# Thomas Jackson (cầu thủ bóng đá, sinh năm 1876)
John Thomas Jackson (21 tháng 12 năm 1876-1954) là một cầu thủ bóng đá người Anh thi đấu ở Football League cho Blackburn Rovers và Glossop.